# Saint-Pierre-des-Ifs, Calvados

Saint-Pierre-des-Ifs este o comună în departamentul Calvados, Franța. În 1 ianuarie 2022 avea o populație de 453 de locuitori.